# Ёнсан-гун (ван Чосона)
Ёнсан-гун (кор. 연산군, 燕山君) — 10-й ван корейского государства Чосон, правивший в 1495—1506 годах. Имя — Юн. Был старшим сыном Сонджона и его второй жены, госпожи Юн. Его часто считают худшим тираном династии Чосон и, возможно, всей корейской истории. Он начал две кровавые чистки научной элиты сонби, держал большое количество наложниц и превратил учебный зал Сонгюнгван в место для развлечений. Как всеми презираемый свергнутый монарх, Ёнсан-гун не получил храмового имени.

## Происхождение
Енсан-гун был сыном короля Сончжона. Поскольку первая королева умерла, не оставив наследника, Сончжон взял в жены дочь высокопоставленного сановника госпожу Юн. Король и королева-мать невзлюбили королеву Юн (или же в действительности она совершала действия, недостойные королевы), она была в 1479 г. низведена до положения простолюдинки и выслана к себе на родину, в провинцию. Королева-мать обвинила Юн в дурных намерениях в отношении государя, и Сончжон был вынужден отправить бывшей королеве особый приказ с повелением покончить жизнь самоубийством.

## Правление
В 1483 г. Ёнсан-гуна официально объявили наследником престола, который он занял в 1494 г. после смерти отца. Он занимался вопросами обороны страны на северо-западных границах и укрепления южного побережья для отражения нападений японских пиратов. Он способствовал увеличению производства оружия, изданию исторических и географических сочинений.
Однако через 5 лет характер правления короля стал меняться. Отчасти это было связано с противостоянием при дворе группировки «старых» конфуцианских сановников — хунгупха и вновь выдвинувшихся сановников, которые в дальнейшем стали именовать себя сарим (дословно — «лес ученых»). «Новые», обладая более радикальными взглядами на вопросы управления государством, не имели источников доходов. Поводом для конфликта стало написание «черновой» королевской хроники и вопрос отражения в ней подробностей низвержения короля Танчжона королем Сечжо. В результате «новые» конфуцианские сановники, ратовавшие за правдивое изложение событий, указом короля подверглись массовым репрессиям: многие были казнены или отправлены в ссылку.
Ёнсан-гун проводил политику особого покровительства буддийским монастырям, которые не вмешивались, в отличие от конфуцианцев, в управление страной.
Ёнсан-гун стал постепенно отходить от дел государства, отдавая больше времени разнообразным развлечениям. В буддийском монастыре Вонгакса он устроил особое место для развлечений, где держал большое количество наложниц. В подобное же заведение превратил конфуцианскую академию Сонгюнгван. После того, как многие мещане насмехались и оскорбляли вана используя плакаты с надписями на хангыле (корейская письменность), запретил использование хангыля. Ликвидировал все дворцовые совещательные органы, которые могли на законном основании влиять на решения государя.
Чашу терпения высшего чиновничества страны переполнили события 1504 г. Тогда один из сановников раскрыл Ёнсан-гуну тайну гибели его матери. Разгневанный король решил восстановить королевский сан своей матери и перенести ее могилу к гробнице отца. Одновременно он предпринял расследование того, кто и как оклеветал его мать. В результате в том же году снова имели место массовые репрессии против конфуцианских сановников, но теперь уже не только «новых», но и «старых».
В 1506 г. ряд высокопоставленных сановников решили свергнуть Ёнсан-гуна с престола и возвести на трон его младшего брата, князя Чинсон-тэгуна, получившего впоследствии храмовое имя Чунчжон (1506—1544). Свергнутый король был отправлен в ссылку, где тут же умер, маленькие сыновья его были убиты.

## В кино
- «Принц Ёнсан» — режиссер Син Санъок (Республика Корея, 1961), в роли Ёнсан-гуна — Син Ёнгён.
- «Король и шут» — режиссер Ли Джунъик (Республика Корея, 2005), в роли Ёнсан-гуна — Чон Джинъен.
- «Король и я» — режиссер Ким Джэхён (Республика Корея, 2008), в роли Ёнсан-гуна — Чон Тхэу.
- «Королева Инсу» — режиссер Ли Тхэгон (Республика Корея, 2011), в роли Ёнсан-гуна — Чин Тхэхён.
- «Коварство» — режиссер Мин Гюдон (Республика Корея, 2015), в роли Ёнсан-гуна — Ким Канъу.
- «Бунтарь Хон Гиль Дон» — режиссер Ким Джинман (Республика Корея, 2017), в роли Ёнсан-гуна — Ким Джисок.
- «Королева на семь дней» — режиссер Ли Джонсоп (Республика Корея, 2017), в роли Ёнсан-гуна — Ли Донгон.